# Remember...Dreams come true

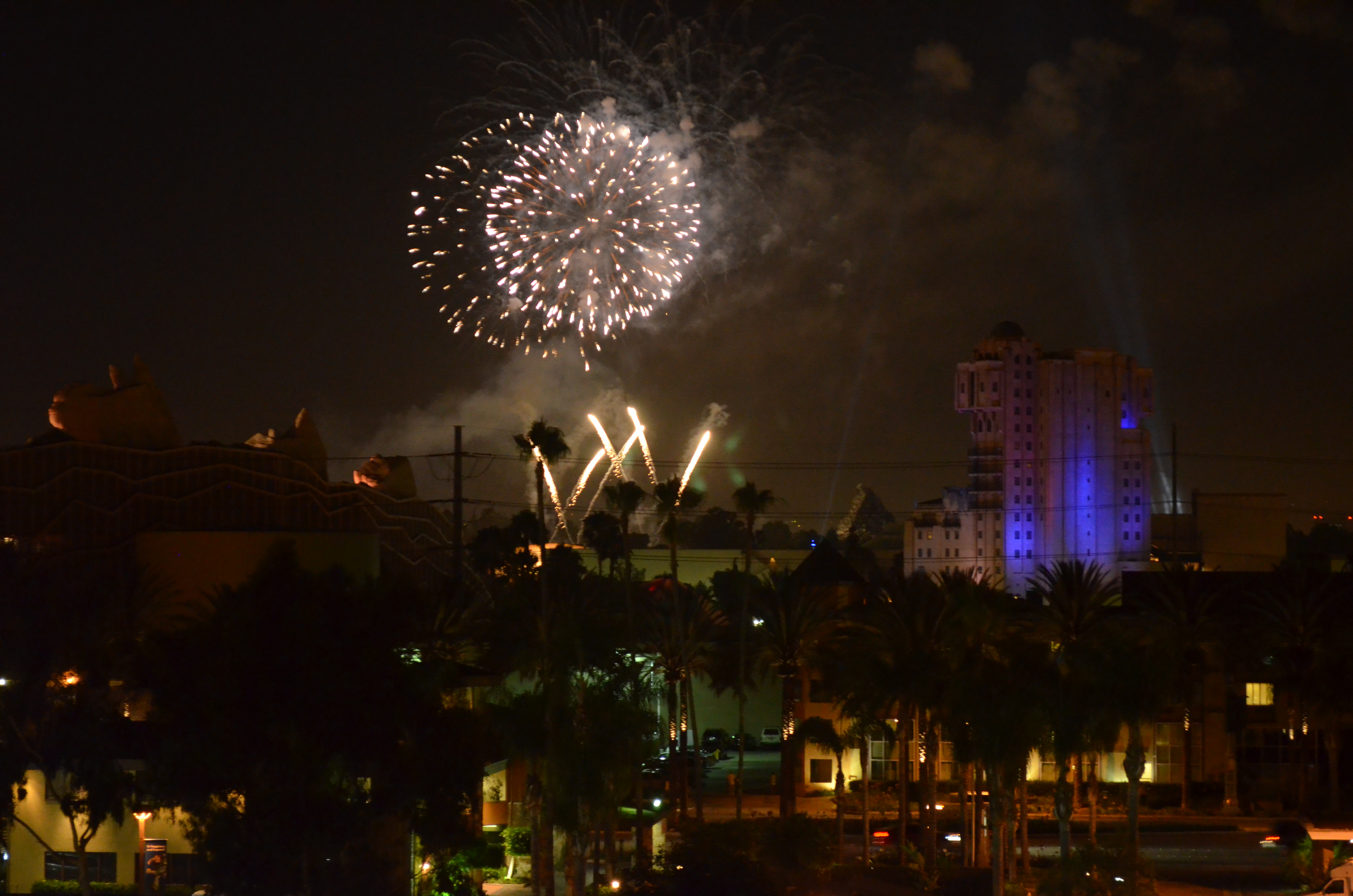
Remember Disneyland

Recuerda... Los Sueños se hacen realidad (titulado como Remember... Dreams come true) es un espectáculo de fuegos pirotécnicos producidos por Walt Disney Creative Entertainment para conmemorar el quincuagésimo aniversario del primer parque temático de Disney en el mundo, Disneyland.

## Actos especiales
El espectáculo está conformado por 5 actos únicos durante los cuales la pirotecnia y musicalización tienden a variar de acuerdo a la temática acordada.
A continuación los actos que integran la muestra pirotécnica Remember...drems come true:
- Mágico inicio con un deseo. Acto de introducción en donde se reseña la celebración del parque a través de un mensaje enunciado por Julie Andrews (Embajadora Honoraria de los festejos).
- Nuestros amigos de los cuentos de Disney. Parte del espectáculo en donde algunos de los principales personajes Disney comparten sus anhelos personales. Es acompañado de numerosos efectos especiales y musicalización diversa.
- Campanita y su toque mágico. Acto en donde el personaje de Campanita hace un vuelo espectacular por encima y alrededor del castillo de la Bella Durmiente.
- El sueño de Walt Disney El acto más extenso del espectáculo, en donde inicia con una reseña acerca de como surgió la idea de crear el parque bajo las propias palabras de su creador. El acto continua con una muestra especial en alusión a las diferentes zonas temáticas que conforman a Disneyland.
- La magia eterna. Acto final del espectáculo en donde nuevamente el personaje de Campanita realiza un vuelo por encima del castillo central de Disneyland.

## Protocolo del show
Julie Andrews: Buenas noches. Soy Julie Andrews.
Había una vez, en un reino mágico hecho de ilusiones
y millones de esperanzas, un fantástico lugar donde cada
tierra guarda su encanto. Un lugar a donde todos somos 
bienvenidos, donde cada quién escucha el palpitar de su joven corazón
y descubre el poder para pedirle un deseo a una estrella fugaz.
Estás listo para pedir algo mágico? Entonces es tiempo de
abrir tu corazón y recordar que... los sueños se vuelven realidad.
Melodía (traducción) - ¡Estrella radiante, estrella brillante! 
La primera que veo esta noche.
¡Cuanto deseo poder hacerlo, soñar tenerlo! Tengo un deseo, ¡Y lo pediré hoy mismo!
¡Haremos realidad un sueño, y lo haremos como verdaderos soñadores! (así lo haremos).
Así todos nuestros sueños... (cada uno de ellos) se harán realidad.
Canción (traducción) - ¡Cuando le pidas algo a alguna estrella... No cambies
tu forma de ser! Pues cualquier anhelo en tu corazón será...para...
¡Ti!
Julie Andrews: Hace 50 años, un mágico lugar nació, 
y en ese maravilloso lugar viven muchos simpáticos amigos,
que hacen realidad todos tus sueños. Un encantador lugar donde 
los héroes más venerados y aventureros valientes aguardan en cualquier rincón.
Melodía Si tu alma está en tus sueños...
Cenicienta: Yo deseo... ¡Poder ir volar a lo más alto!
Blanca Nieves: Yo estoy deseando, que ¡algún día mi Príncipe Azul llegue!
Melodía Ningún sueño es imposible!
Ariel: *ríe* Yo deseo... ¡Oh!, yo deseo poder ser parte 
del mundo humano...
Peter Pan: Yo deseo nunca dejar de ser niño... 
¡Fuera del País del Nunca Jamás, ja ja!
Melodía Cuando le pides un sueño a un cometa y lo deseas con todo tu corazón...
Pinocchio: *ríe* ¿Saben que?... ¡Deseo ser alguna vez un
niño de verdad!
Aladdín: Genio, ¡Yo deseo tu libertad!
Melodía ¡Sueños!
Julie Andrews: Ésta noche celebremos juntos a un maravilloso
sueño hecho realidad. En 1955 un increíble hombre llamado
Walt Disney soñó con éste Reino encantador.
Walt Disney: A todos los que vengan para ser felices: Bienvenidos.
Disneyland es su hogar. Un hogar donde la edad revive las memorias del pasado; 
y la juventud disfruta las innovaciones y creaciones
del futuro. Disneyland está dedicado a los anhelos, los sueños,
y los difíciles sucesos que crearon América, con la
esperanza de que sea parte de la paz e inspiración para
el mundo entero.
Conductor del ferrocarril Disneyland: Su atención, por favor:
Dejáremos Disneyland brevemente para disfrutar de un gran espectáculo
único de un Reino Mágico. ¡Todos a bordo!
Desfile eléctrico (Electrical Parade) (Voz grabada) El Désfile eléctrico de
Main Street!
Jose: Olé! Olé! ¡Es hora del espectáculo!
Melodía de Tiki Room In the In the tiki, tiki, tiki, tiki, tiki
room! In the tiki, tiki, tiki, tiki, tiki room!
Jose: Todas las aves cantan y hablan,
Michael: Y las flores florecen sin cesar,
Tiki Room Song In the tiki, tiki, tiki, tiki, tiki room!
Fritz: ¡Piedad por favor!
Pierre: ¡Mon ami!
Fritz: ¡Los Dioses están muy enfadados por la celebración!
Salah: Si accesas al tunél del destino, ¡nunca mires
fijamente a los ojos del ídolo!
Presentador fantasma: Bienvenidos, absurdos mortales, a la Mansión Embrujada.
Soy su anfitrión, su "Presentador Fantasma." Hmm hmm hmm... ¡Es lo suficientemente
aterradora la Mansión? ¿O solo está en tu imaginación? Este lugar
no tiene ventanas ni puertas; y la cual te ofrece una estancia escalofriante:
Encuentra alguna salida! Ha ha ha ha ha ha ha! Obviamente, solo yo se como
hacerlo...
Madame Leota: Serpientes y arañas, cola de una rata, ¡Invoco a los
espíritus, donde sea que se encuentren! Golpeen la mesa... Es tiempo que respondan...
¡Llevémos el ritmo y la música a cualquier rincón del planeta!
Pequeña Leota: ¡Dense prisa! ¡Dense prisa! Estoy segura de enviarles su
certificado de muerte! Hmm hmm hmm...
Piratas del Caribe ¡El hombre muerto no te aburrirá con patrañas!
Perlanegra: Hike yer colors, 'ya bloomin' cockroaches!
Stand by at your guns! Fire at will! Avast ye scurvy scum! Pound 'em
lads, pound 'em! Aye, that'll show the bilge rats! Another broadside
and ye goes down with the tide! Surrender, ya lilly-livered lubbers! Drill up 'yer white flag!
Melodía ¡Deseo, vivir mi sueño... Deseo... que seas libre!
Canción Oh, Shenandoah
Big Thunder Mountain Railroad Ahora, guarden sus 
sombreros y antéojos, porque están frente al paseo más salvaje en el
desierto!
Splash Mountain Vulture: Así que, están buscando un lugar divertido,
eh?
Splash Mountain Ha Ha! Huh huh! Ahehehehehah!
Peter Pan Preparénse todos, ¡aquí vamoooooss!
Alicia en el País de las Maravillas ¡Oh no! ¡Oh no! ¡No hay lugar! ¡Oh no!
Casey Jr. Circus Train ¡Todos a bordo! ¡Aquí vamos!
Alicia en el País de las Maravillas ¡Feliz feliz no cumpleaños para....ti!
Roger Rabbit's Cartoon Spin
Melodía ¡Feliz descenso!
Benny: ¡Humos de esperanza, Roger! ¡Lo logramos! Ouch, oh, ow, ah!
Country Bear Jamboree
Max: ¡Solo carguen la vía, Henry!
Buff: ¡Muy bien!
Mofeta en el sombrero de Henry: Porque, showbiz!
The Many Adventures of Winnie the Pooh
Tigger: ¡Sigue el sonido, Tigger! ¡Hoo hoo hoo hoo hoo hoo! Este es el camino, ¡hoo hoo hoo hoo!
It's A Small World
Hiena risueña: *Risas y carcajadas*
Cantos de América
Weasel: ¡Pequeños vayan al weasel, hee hee hee!
Matterhorn Bobsleds
Anunciador: Pemanezcan en sus asientos, por favor. Permanecer sentados por favor.
Space Mountain
Ingenieros espaciales: A todo el personal, favor de evacuar la plataforma.
(Repito: evacuen la zona de inmediato.)
Submarine Voyage
Sailor: Luz de advertencia, sir. Hemos alcanzado el límite de profundidad.
Capitán: Bien, pues volvamos a las 80 leguas.
Marinero: 80 leguas, a la orden.
Adventure Thru Inner Space
Narrador: MAGNIFICATION...(echo)
¿¡¿Puedo sobrevivir acaso?!?
Star Tours
Narrador: Star Tours anuncia la partida del
Expreso Endor; todos los pasajeros preparénse a abordar
de inmediato.
REX: R-2, a la velocidad de la luz hacía Endor!
X Wing Fighter: Rojo 24, Te sigo, responde.
REX: ¡Hey! ¡Lo siento, disculpas a todos! Estoy seguro de hacerlo mejor 
para la próxima!
Ese fue mi primer vuelo, ¡y aún estoy aprendiendo a manejar mi programación!
Julie Andrews: 50 años después, el Reino Mágico de Walt Disney creció
hasta convertirse en el Lugar más feliz sobre la tierra para
millones en todo el mundo. Un lugar,
donde todo es posible, donde todos pueden pedir su deseo al cometa más brillante.
Melodía Deseo, vivir un sueño.
Deseo, tu libertad.
Deseo, que confiés en tu corazón.
¡Solo cree! ¡Solo cree! ¡Solo cree!
Como un rayo fuera del azul cielo, estrépitoso al caer
¡pero puedes mirar a través de él! ¡Cuando tu pides
a un cometa un deseo...seguro se hará...realidad! Haz tu sueño, pero hazlo con fe y
esperanza, (como verdadero soñador). ¡Pide un deseo! ¡Deseos! ¡Sueño a sueño! ¡Deseos!
¡Confía en ti mismo! Y verás como tus sueños... ¡se harán realidad!
Julie Andrews: Recuerda... los sueños se hacen realidad!
- Datos: Q3424485
- Multimedia: Remember... Dreams Come True / Q3424485